# Neuler
Neuler è un comune tedesco di 3 268 abitanti situato nel land del Baden-Württemberg.